# Rappresentanti diplomatici della Santa Sede
Elenco dei rappresentanti diplomatici della Santa Sede viventi nei vari Stati del mondo, sia in carica sia emeriti.

## Nunzi e delegati apostolici in carica
| Stato                                                             | Tipo di rappresentante              | Rappresentante                                    | Ritratto | Stemma | Titolo                                                                              | Nomina            |
| ----------------------------------------------------------------- | ----------------------------------- | ------------------------------------------------- | -------- | ------ | ----------------------------------------------------------------------------------- | ----------------- |
| Albania                                                           | Nunzio apostolico                   | vacante                                           |          |        |                                                                                     | 21 gennaio 2025   |
| Algeria                                                           | Nunzio apostolico                   | vacante                                           |          |        |                                                                                     | 15 marzo 2025     |
| Andorra                                                           | Nunzio apostolico                   | vacante                                           |          |        |                                                                                     | 22 marzo 2025     |
| Angola                                                            | Nunzio apostolico                   | Kryspin Dubiel                                    |          |        | Vannida                                                                             | 1º luglio 2024    |
| Antigua e Barbuda                                                 | Nunzio apostolico                   | Santiago De Wit Guzmán                            |          |        | Gabala                                                                              | 30 luglio 2022    |
| Antille                                                           | Delegato apostolico                 | Santiago De Wit Guzmán                            |          |        | Gabala                                                                              | 30 luglio 2022    |
| Argentina                                                         | Nunzio apostolico                   | Mirosław Adamczyk                                 |          |        | Otricoli                                                                            | 22 febbraio 2020  |
| Armenia                                                           | Nunzio apostolico                   | Ante Jozić                                        |          |        | Cissa                                                                               | 28 giugno 2024    |
| Australia                                                         | Nunzio apostolico                   | Charles Daniel Balvo                              |          |        | Castello                                                                            | 17 gennaio 2022   |
| Austria                                                           | Nunzio apostolico                   | Pedro López Quintana                              |          |        | Agropoli                                                                            | 4 marzo 2019      |
| Azerbaigian                                                       | Nunzio apostolico                   | Marek Solczyński                                  |          |        | Cesarea di Mauritania                                                               | 14 febbraio 2022  |
| Bahamas                                                           | Nunzio apostolico                   | Santiago De Wit Guzmán                            |          |        | Gabala                                                                              | 12 novembre 2022  |
| Bahrein                                                           | Nunzio apostolico                   | Eugene Martin Nugent                              |          |        | Domnach Sechnaill                                                                   | 11 febbraio 2021  |
| Bangladesh                                                        | Nunzio apostolico                   | Kevin Randall                                     |          |        | Glenndálocha                                                                        | 13 agosto 2023    |
| Barbados                                                          | Nunzio apostolico                   | Santiago De Wit Guzmán                            |          |        | Gabala                                                                              | 12 novembre 2022  |
| Belgio                                                            | Nunzio apostolico                   | Franco Coppola                                    |          |        | Vinda                                                                               | 15 novembre 2021  |
| Belize                                                            | Nunzio apostolico                   | Santiago De Wit Guzmán                            |          |        | Gabala                                                                              | 30 luglio 2022    |
| Benin                                                             | Nunzio apostolico                   | Rubén Darío Ruiz Mainardi                         |          |        | Ursona                                                                              | 28 ottobre 2024   |
| Bielorussia                                                       | Nunzio apostolico                   | Ignazio Ceffalia                                  |          |        | Fiorentino                                                                          | 25 marzo 2025     |
| Birmania                                                          | Nunzio apostolico                   | vacante                                           |          |        |                                                                                     | 16 luglio 2022    |
| Bolivia                                                           | Nunzio apostolico                   | Fermín Emilio Sosa Rodríguez                      |          |        | Viruno                                                                              | 17 novembre 2023  |
| Bosnia ed Erzegovina                                              | Nunzio apostolico                   | Francis Assisi Chullikatt                         |          |        | Ostra                                                                               | 1º ottobre 2022   |
| Botswana                                                          | Nunzio apostolico                   | Henryk Mieczysław Jagodziński                     |          |        | Limosano                                                                            | 20 agosto 2024    |
| Brasile                                                           | Nunzio apostolico                   | Giambattista Diquattro                            |          |        | Giromonte                                                                           | 29 agosto 2020    |
| Brunei                                                            | Delegato apostolico                 | Wojciech Załuski                                  |          |        | Diocleziana                                                                         | 29 settembre 2020 |
| Bulgaria                                                          | Nunzio apostolico                   | Luciano Suriani                                   |          |        | Amiterno                                                                            | 13 maggio 2022    |
| Burkina Faso                                                      | Nunzio apostolico                   | Eric Soviguidi                                    |          |        | Cerenza                                                                             | 15 agosto 2025    |
| Burundi                                                           | Nunzio apostolico                   | Dieudonné Datonou                                 |          |        | Vico Equense                                                                        | 7 ottobre 2021    |
| Cambogia                                                          | Nunzio apostolico                   | Peter Bryan Wells                                 |          |        | Marcianopoli                                                                        | 8 febbraio 2023   |
| Camerun                                                           | Nunzio apostolico                   | José Avelino Bettencourt                          |          |        | Cittanova                                                                           | 30 agosto 2023    |
| Canada                                                            | Nunzio apostolico                   | Ivan Jurkovič                                     |          |        | Corbavia                                                                            | 5 giugno 2021     |
| Capo Verde                                                        | Nunzio apostolico                   | Waldemar Stanisław Sommertag                      |          |        | Maastricht                                                                          | 6 settembre 2022  |
| Ciad                                                              | Nunzio apostolico                   | Giuseppe Laterza                                  |          |        | Polignano                                                                           | 5 gennaio 2023    |
| Cile                                                              | Nunzio apostolico                   | Kurian Mathew Vayalunkal                          |          |        | Raziaria                                                                            | 15 marzo 2025     |
| Cipro                                                             | Nunzio apostolico                   | Giovanni Pietro Dal Toso                          |          |        | Foraziana                                                                           | 17 febbraio 2023  |
| Colombia                                                          | Nunzio apostolico                   | Paolo Rudelli                                     |          |        | Mesembria                                                                           | 19 luglio 2023    |
| Comore                                                            | Delegato apostolico                 | Tomasz Grysa                                      |          |        | Rubicon                                                                             | 27 settembre 2022 |
| Rep. del Congo                                                    | Nunzio apostolico                   | Javier Herrera Corona                             |          |        | Vulturara                                                                           | 5 febbraio 2022   |
| RD del Congo                                                      | Nunzio apostolico                   | Mitja Leskovar                                    |          |        | Benevento                                                                           | 16 aprile 2024    |
| Corea del Sud                                                     | Nunzio apostolico                   | Giovanni Gaspari                                  |          |        | Alba Marittima                                                                      | 2 marzo 2024      |
| Costa d'Avorio                                                    | Nunzio apostolico                   | Mauricio Rueda Beltz                              |          |        | Cingoli                                                                             | 16 giugno 2023    |
| Costa Rica                                                        | Nunzio apostolico                   | Mark Gerard Miles                                 |          |        | Città Ducale                                                                        | 9 luglio 2024     |
| Croazia                                                           | Nunzio apostolico                   | Giorgio Lingua                                    |          |        | Tuscania                                                                            | 22 luglio 2019    |
| Cuba                                                              | Nunzio apostolico                   | Antoine Camilleri                                 |          |        | Skálholt                                                                            | 20 maggio 2024    |
| Danimarca                                                         | Nunzio apostolico                   | Julio Murat                                       |          |        | Orange                                                                              | 25 gennaio 2023   |
| Dominica                                                          | Nunzio apostolico                   | Santiago De Wit Guzmán                            |          |        | Gabala                                                                              | 12 novembre 2022  |
| Ecuador                                                           | Nunzio apostolico                   | Andrés Carrascosa Coso                            |          |        | Elo                                                                                 | 22 giugno 2017    |
| Egitto                                                            | Nunzio apostolico                   | Nicolas Henry Marie Denis Thévenin                |          |        | Eclano                                                                              | 4 novembre 2019   |
| El Salvador                                                       | Nunzio apostolico                   | Luigi Roberto Cona                                |          |        | Sala Consilina                                                                      | 26 ottobre 2022   |
| Emirati Arabi Uniti                                               | Nunzio apostolico                   | Christophe Zakhia El-Kassis                       |          |        | Roselle                                                                             | 3 gennaio 2023    |
| Eritrea                                                           | Nunzio apostolico                   | vacante                                           |          |        |                                                                                     | 23 gennaio 2024   |
| Estonia                                                           | Nunzio apostolico                   | Georg Gänswein                                    |          |        | Urbisaglia                                                                          | 24 giugno 2024    |
| eSwatini                                                          | Nunzio apostolico                   | Henryk Mieczysław Jagodziński                     |          |        | Limosano                                                                            | 19 luglio 2024    |
| Etiopia                                                           | Nunzio apostolico                   | Brian Udaigwe                                     |          |        | Suelli                                                                              | 12 aprile 2025    |
| Figi                                                              | Nunzio apostolico                   | Gábor Pintér                                      |          |        | Velebusdo                                                                           | 29 agosto 2024    |
| Filippine                                                         | Nunzio apostolico                   | Charles John Brown                                |          |        | Aquileia                                                                            | 28 settembre 2020 |
| Finlandia                                                         | Nunzio apostolico                   | Julio Murat                                       |          |        | Orange                                                                              | 7 marzo 2023      |
| Francia                                                           | Nunzio apostolico                   | Celestino Migliore                                |          |        | Canosa                                                                              | 11 gennaio 2020   |
| Gabon                                                             | Nunzio apostolico                   | Javier Herrera Corona                             |          |        | Vulturara                                                                           | 5 febbraio 2022   |
| Gambia                                                            | Nunzio apostolico                   | Walter Erbì                                       |          |        | Nepi                                                                                | 30 novembre 2022  |
| Georgia                                                           | Nunzio apostolico                   | Ante Jozić                                        |          |        | Cissa                                                                               | 28 giugno 2024    |
| Germania                                                          | Nunzio apostolico                   | Nikola Eterović                                   |          |        | Cibale                                                                              | 21 settembre 2013 |
| Ghana                                                             | Nunzio apostolico                   | Julien Kaboré                                     |          |        | Milevi                                                                              | 29 giugno 2024    |
| Giamaica                                                          | Nunzio apostolico                   | Santiago De Wit Guzmán                            |          |        | Gabala                                                                              | 12 novembre 2022  |
| Giappone                                                          | Nunzio apostolico                   | Francisco Escalante Molina                        |          |        | Graziana                                                                            | 25 gennaio 2024   |
| Gibuti                                                            | Nunzio apostolico                   | vacante                                           |          |        |                                                                                     | 20 maggio 2024    |
| Giordania                                                         | Nunzio apostolico                   | Giovanni Pietro Dal Toso                          |          |        | Foraziana                                                                           | 21 gennaio 2023   |
| Grecia                                                            | Nunzio apostolico                   | Jan Romeo Pawłowski                               |          |        | Sejny                                                                               | 1º dicembre 2022  |
| Grenada                                                           | Nunzio apostolico                   | Santiago De Wit Guzmán                            |          |        | Gabala                                                                              | 30 luglio 2022    |
| Guatemala                                                         | Nunzio apostolico                   | Francisco Montecillo Padilla                      |          |        | Nebbio                                                                              | 17 aprile 2020    |
| Guinea                                                            | Nunzio apostolico                   | Jean-Sylvain Emien Mambé                          |          |        | Potenza Picena                                                                      | 12 novembre 2022  |
| Guinea-Bissau                                                     | Nunzio apostolico                   | Waldemar Stanisław Sommertag                      |          |        | Maastricht                                                                          | 6 settembre 2022  |
| Guinea Equatoriale                                                | Nunzio apostolico                   | José Avelino Bettencourt                          |          |        | Cittanova                                                                           | 30 agosto 2023    |
| Guyana                                                            | Nunzio apostolico                   | Santiago De Wit Guzmán                            |          |        | Gabala                                                                              | 30 luglio 2022    |
| Haiti                                                             | Nunzio apostolico                   | vacante                                           |          |        |                                                                                     | 25 gennaio 2024   |
| Honduras                                                          | Nunzio apostolico                   | Simón Bolívar Sánchez Carrión                     |          |        | Rosella                                                                             | 15 ottobre 2024   |
| India                                                             | Nunzio apostolico                   | Leopoldo Girelli                                  |          |        | Capri                                                                               | 13 marzo 2021     |
| Indonesia                                                         | Nunzio apostolico                   | Piero Pioppo                                      |          |        | Torcello                                                                            | 8 settembre 2017  |
| Iran                                                              | Nunzio apostolico                   | Andrzej Józwowicz                                 |          |        | Lauriaco                                                                            | 28 giugno 2021    |
| Iraq                                                              | Nunzio apostolico                   | vacante                                           |          |        |                                                                                     | 16 aprile 2024    |
| Irlanda                                                           | Nunzio apostolico                   | Luis Mariano Montemayor                           |          |        | Illici                                                                              | 25 febbraio 2023  |
| Islanda                                                           | Nunzio apostolico                   | Julio Murat                                       |          |        | Orange                                                                              | 9 novembre 2022   |
| Israele                                                           | Nunzio apostolico                   | Adolfo Tito Yllana                                |          |        | Montecorvino                                                                        | 3 giugno 2021     |
| Italia                                                            | Nunzio apostolico                   | Petar Rajič                                       |          |        | Sarsenterum                                                                         | 11 marzo 2024     |
| Kazakistan                                                        | Nunzio apostolico                   | George George Panamthundil                        |          |        | Floriana                                                                            | 16 giugno 2023    |
| Kenya                                                             | Nunzio apostolico                   | Hubertus Matheus Maria van Megen                  |          |        | Novaliciana                                                                         | 16 febbraio 2019  |
| Kirghizistan                                                      | Nunzio apostolico                   | George George Panamthundil                        |          |        | Floriana                                                                            | 15 luglio 2023    |
| Kiribati                                                          | Nunzio apostolico                   | Gábor Pintér                                      |          |        | Velebusdo                                                                           | 12 aprile 2025    |
| Kuwait                                                            | Nunzio apostolico                   | Eugene Martin Nugent                              |          |        | Dunshaughlin                                                                        | 7 gennaio 2021    |
| Laos                                                              | Delegato apostolico                 | Peter Bryan Wells                                 |          |        | Marcianopoli                                                                        | 8 febbraio 2023   |
| Lesotho                                                           | Nunzio apostolico                   | Henryk Mieczysław Jagodziński                     |          |        | Limosano                                                                            | 16 aprile 2024    |
| Lettonia                                                          | Nunzio apostolico                   | Georg Gänswein                                    |          |        | Urbisaglia                                                                          | 24 giugno 2024    |
| Libano                                                            | Nunzio apostolico                   | Paolo Borgia                                      |          |        | Milazzo                                                                             | 24 settembre 2022 |
| Liberia                                                           | Nunzio apostolico                   | Walter Erbì                                       |          |        | Nepi                                                                                | 16 luglio 2022    |
| Libia                                                             | Nunzio apostolico                   | Savio Hon Tai-Fai, S.D.B.                         |          |        | Sila                                                                                | 18 maggio 2023    |
| Liechtenstein                                                     | Nunzio apostolico                   | Martin Krebs                                      |          |        | Taborenta                                                                           | 3 marzo 2021      |
| Lituania                                                          | Nunzio apostolico                   | Georg Gänswein                                    |          |        | Urbisaglia                                                                          | 24 giugno 2024    |
| Lussemburgo                                                       | Nunzio apostolico                   | Franco Coppola                                    |          |        | Vinda                                                                               | 14 dicembre 2021  |
| Macedonia del Nord                                                | Nunzio apostolico                   | Luciano Suriani                                   |          |        | Amiterno                                                                            | 21 maggio 2022    |
| Madagascar                                                        | Nunzio apostolico                   | Tomasz Grysa                                      |          |        | Rubicon                                                                             | 27 settembre 2022 |
| Malawi                                                            | Nunzio apostolico                   | Gian Luca Perici                                  |          |        | Bolsena                                                                             | 5 giugno 2023     |
| Malaysia                                                          | Nunzio apostolico                   | Wojciech Załuski                                  |          |        | Diocleziana                                                                         | 29 settembre 2020 |
| Mali                                                              | Nunzio apostolico                   | Jean-Sylvain Emien Mambé                          |          |        | Potenza Picena                                                                      | 2 febbraio 2022   |
| Malta                                                             | Nunzio apostolico                   | Savio Hon Tai-Fai, S.D.B.                         |          |        | Sila                                                                                | 24 ottobre 2022   |
| Marocco                                                           | Nunzio apostolico                   | Alfred Xuereb                                     |          |        | Amantea                                                                             | 8 dicembre 2023   |
| Isole Marshall                                                    | Nunzio apostolico                   | Gábor Pintér                                      |          |        | Velebusdo                                                                           | 12 aprile 2025    |
| Mauritania                                                        | Nunzio apostolico                   | Waldemar Stanisław Sommertag                      |          |        | Maastricht                                                                          | 6 settembre 2022  |
| Mauritius                                                         | Nunzio apostolico                   | Tomasz Grysa                                      |          |        | Rubicon                                                                             | 21 marzo 2023     |
| Messico                                                           | Nunzio apostolico                   | Joseph Spiteri                                    |          |        | Serta                                                                               | 7 luglio 2022     |
| Micronesia                                                        | Nunzio apostolico                   | Gábor Pintér                                      |          |        | Velebusdo                                                                           | 14 gennaio 2025   |
| Moldavia                                                          | Nunzio apostolico                   | Giampiero Gloder                                  |          |        | Telde                                                                               | 23 febbraio 2024  |
| Monaco                                                            | Nunzio apostolico                   | Martin Krebs                                      |          |        | Taborenta                                                                           | 19 aprile 2024    |
| Mongolia                                                          | Nunzio apostolico                   | Giovanni Gaspari                                  |          |        | Alba Marittima                                                                      | 2 marzo 2024      |
| Montenegro                                                        | Nunzio apostolico                   | Francis Assisi Chullikatt                         |          |        | Ostra                                                                               | 1º ottobre 2022   |
| Mozambico                                                         | Nunzio apostolico                   | Luís Miguel Muñoz Cárdaba                         |          |        | Nasai                                                                               | 23 gennaio 2024   |
| Namibia                                                           | Nunzio apostolico                   | Henryk Mieczysław Jagodziński                     |          |        | Limosano                                                                            | 19 luglio 2024    |
| Nauru                                                             | Nunzio apostolico                   | Gábor Pintér                                      |          |        | Velebusdo                                                                           | 12 aprile 2025    |
| Nepal                                                             | Nunzio apostolico                   | Leopoldo Girelli                                  |          |        | Capri                                                                               | 13 settembre 2021 |
| Nicaragua                                                         | Nunzio apostolico                   | vacante                                           |          |        |                                                                                     | 6 settembre 2022  |
| Niger                                                             | Nunzio apostolico                   | vacante                                           |          |        |                                                                                     | 16 luglio 2024    |
| Nigeria                                                           | Nunzio apostolico                   | Michael Francis Crotty                            |          |        | Lindisfarna                                                                         | 16 luglio 2024    |
| Norvegia                                                          | Nunzio apostolico                   | Julio Murat                                       |          |        | Orange                                                                              | 16 marzo 2023     |
| Nuova Zelanda                                                     | Nunzio apostolico                   | Gábor Pintér                                      |          |        | Velebusdo                                                                           | 27 luglio 2024    |
| Oceano Pacifico                                                   | Delegato apostolico                 | Novatus Rugambwa                                  |          |        | Tagaria                                                                             | 29 marzo 2019     |
| Oman                                                              | Nunzio apostolico                   | Nicolas Henry Marie Denis Thévenin                |          |        | Eclano                                                                              | 22 maggio 2023    |
| Organizzazione delle Nazioni Unite                                | Nunzio apostolico                   | Gabriele Giordano Caccia (osservatore permanente) |          |        | Sepino                                                                              | 16 novembre 2019  |
| Paesi Bassi                                                       | Nunzio apostolico                   | Jean-Marie Speich                                 |          |        | Sulci                                                                               | 12 aprile 2025    |
| Pakistan                                                          | Nunzio apostolico                   | Germano Penemote                                  |          |        | Treia                                                                               | 16 giugno 2023    |
| Palau                                                             | Nunzio apostolico                   | Gábor Pintér                                      |          |        | Velebusdo                                                                           | 14 gennaio 2025   |
| Palestina e Gerusalemme                                           | Nunzio apostolico                   | Adolfo Tito Yllana                                |          |        | Montecorvino                                                                        | 3 giugno 2021     |
| Panama                                                            | Nunzio apostolico                   | Dagoberto Campos Salas                            |          |        | Forontoniana                                                                        | 14 maggio 2022    |
| Papua Nuova Guinea                                                | Nunzio apostolico                   | Maurizio Bravi                                    |          |        | Tolentino                                                                           | 15 gennaio 2025   |
| Paraguay                                                          | Nunzio apostolico                   | Vincenzo Turturro                                 |          |        | Ravello                                                                             | 29 dicembre 2023  |
| Penisola Arabica                                                  | Delegato apostolico                 | Christophe Zakhia El-Kassis                       |          |        | Roselle                                                                             | 22 luglio 2024    |
| Perù                                                              | Nunzio apostolico                   | Paolo Rocco Gualtieri                             |          |        | Sagona                                                                              | 6 agosto 2022     |
| Polonia                                                           | Nunzio apostolico                   | Antonio Guido Filipazzi                           |          |        | Sutri                                                                               | 8 agosto 2023     |
| Pontificia accademia ecclesiastica                                | Nunzio apostolico                   | Salvatore Pennacchio                              |          |        | Montemarano                                                                         | 25 gennaio 2023   |
| Portogallo                                                        | Nunzio apostolico                   | vacante                                           |          |        |                                                                                     | 23 maggio 2025    |
| Qatar                                                             | Nunzio apostolico                   | Eugene Martin Nugent                              |          |        | Dunshaughlin                                                                        | 7 gennaio 2021    |
| Regno Unito                                                       | Nunzio apostolico                   | Miguel Maury Buendía                              |          |        | Italica                                                                             | 13 aprile 2023    |
| Rep. Ceca                                                         | Nunzio apostolico                   | Jude Thaddeus Okolo                               |          |        | Novica                                                                              | 1º maggio 2022    |
| Rep. Centrafricana                                                | Nunzio apostolico                   | Giuseppe Laterza                                  |          |        | Polignano                                                                           | 5 gennaio 2023    |
| Rep. Dominicana                                                   | Nunzio apostolico                   | Piergiorgio Bertoldi                              |          |        | Spello                                                                              | 18 maggio 2023    |
| Romania                                                           | Nunzio apostolico                   | Giampiero Gloder                                  |          |        | Telde                                                                               | 23 febbraio 2024  |
| Ruanda                                                            | Nunzio apostolico                   | Arnaldo Catalan                                   |          |        | Apollonia                                                                           | 31 gennaio 2022   |
| Russia                                                            | Nunzio apostolico                   | Giovanni d'Aniello                                |          |        | Paestum                                                                             | 1º giugno 2020    |
| Saint Kitts e Nevis                                               | Nunzio apostolico                   | Santiago De Wit Guzmán                            |          |        | Gabala                                                                              | 30 luglio 2022    |
| Saint Lucia                                                       | Nunzio apostolico                   | Santiago De Wit Guzmán                            |          |        | Gabala                                                                              | 12 novembre 2022  |
| Saint Vincent e Grenadine                                         | Nunzio apostolico                   | Santiago De Wit Guzmán                            |          |        | Gabala                                                                              | 30 luglio 2022    |
| Isole Salomone                                                    | Nunzio apostolico                   | Maurizio Bravi                                    |          |        | Tolentino                                                                           | 15 gennaio 2025   |
| Samoa                                                             | Nunzio apostolico                   | Gábor Pintér                                      |          |        | Velebusdo                                                                           | 12 aprile 2025    |
| San Marino                                                        | Nunzio apostolico                   | Petar Rajič                                       |          |        | Sarsenterum                                                                         | 11 marzo 2024     |
| São Tomé e Príncipe                                               | Nunzio apostolico                   | Kryspin Dubiel                                    |          |        | Vannida                                                                             | 15 luglio 2024    |
| Segreteria di Stato della Santa Sede                              | Nunzio apostolico                   | Antonio Mennini (officiale)                       |          |        | Ferento                                                                             | febbraio 2017     |
| Senegal                                                           | Nunzio apostolico                   | Waldemar Stanisław Sommertag                      |          |        | Maastricht                                                                          | 6 settembre 2022  |
| Serbia                                                            | Nunzio apostolico                   | Santo Rocco Gangemi                               |          |        | Umbriatico                                                                          | 12 settembre 2022 |
| Seychelles                                                        | Nunzio apostolico                   | Tomasz Grysa                                      |          |        | Rubicon                                                                             | 9 febbraio 2023   |
| Sierra Leone                                                      | Nunzio apostolico                   | Walter Erbì                                       |          |        | Nepi                                                                                | 20 luglio 2022    |
| Singapore                                                         | Nunzio apostolico                   | Marek Zalewski                                    |          |        | Africa                                                                              | 21 maggio 2018    |
| Siria                                                             | Nunzio apostolico                   | Mario Zenari                                      |          |        | Cardinale diacono di Santa Maria delle Grazie alle Fornaci fuori Porta Cavalleggeri | 30 dicembre 2008  |
| Slovacchia                                                        | Nunzio apostolico                   | Nicola Girasoli                                   |          |        | Egnazia Appula                                                                      | 2 luglio 2022     |
| Slovenia                                                          | Nunzio apostolico                   | Luigi Bianco                                      |          |        | Falerone                                                                            | 20 maggio 2025    |
| Somalia                                                           | Delegato apostolico                 | vacante                                           |          |        |                                                                                     | 20 maggio 2024    |
| Spagna                                                            | Nunzio apostolico                   | vacante                                           |          |        |                                                                                     | 22 marzo 2025     |
| Sri Lanka                                                         | Nunzio apostolico                   | vacante                                           |          |        |                                                                                     | 12 aprile 2025    |
| Stati Uniti                                                       | Nunzio apostolico                   | Christophe Pierre                                 |          |        | Cardinale diacono di San Benedetto fuori Porta San Paolo                            | 12 aprile 2016    |
| Sudafrica                                                         | Nunzio apostolico                   | Henryk Mieczysław Jagodziński                     |          |        | Limosano                                                                            | 16 aprile 2024    |
| Sudan                                                             | Nunzio apostolico                   | vacante                                           |          |        |                                                                                     | 23 gennaio 2024   |
| Sudan del Sud                                                     | Nunzio apostolico                   | Séamus Patrick Horgan                             |          |        | Árd Sratha                                                                          | 14 maggio 2024    |
| Suriname                                                          | Nunzio apostolico                   | Santiago De Wit Guzmán                            |          |        | Gabala                                                                              | 30 luglio 2022    |
| Svezia                                                            | Nunzio apostolico                   | Julio Murat                                       |          |        | Orange                                                                              | 9 novembre 2022   |
| Svizzera                                                          | Nunzio apostolico                   | Martin Krebs                                      |          |        | Taborenta                                                                           | 3 marzo 2021      |
| Tagikistan                                                        | Nunzio apostolico                   | George George Panamthundil                        |          |        | Floriana                                                                            | 15 luglio 2023    |
| Taiwan                                                            | Nunzio apostolico                   | Stefano Mazzotti (pro-incaricato d'affari)        |          |        | -                                                                                   | 19 luglio 2022    |
| Tanzania                                                          | Nunzio apostolico                   | Angelo Accattino                                  |          |        | Sabiona                                                                             | 2 gennaio 2023    |
| Thailandia                                                        | Nunzio apostolico                   | Peter Bryan Wells                                 |          |        | Marcianopoli                                                                        | 8 febbraio 2023   |
| Timor Est                                                         | Nunzio apostolico                   | Wojciech Załuski                                  |          |        | Diocleziana                                                                         | 29 settembre 2020 |
| Togo                                                              | Nunzio apostolico                   | Rubén Darío Ruiz Mainardi                         |          |        | Ursona                                                                              | 28 ottobre 2024   |
| Tonga                                                             | Nunzio apostolico                   | Novatus Rugambwa                                  |          |        | Tagaria                                                                             | 30 novembre 2019  |
| Trinidad e Tobago                                                 | Nunzio apostolico                   | Santiago De Wit Guzmán                            |          |        | Gabala                                                                              | 30 luglio 2022    |
| Tunisia                                                           | Nunzio apostolico                   | vacante                                           |          |        |                                                                                     | 15 marzo 2025     |
| Turchia                                                           | Nunzio apostolico                   | Marek Solczyński                                  |          |        | Cesarea di Mauritania                                                               | 2 febbraio 2022   |
| Turkmenistan                                                      | Nunzio apostolico                   | Marek Solczyński                                  |          |        | Cesarea di Mauritania                                                               | 8 settembre 2022  |
| Ucraina                                                           | Nunzio apostolico                   | Visvaldas Kulbokas                                |          |        | Martana                                                                             | 15 giugno 2021    |
| Ufficio delle Nazioni Unite e Istituzioni specializzate a Ginevra | Nunzio apostolico                   | Ettore Balestrero                                 |          |        | Vittoriana                                                                          | 21 giugno 2023    |
| Uganda                                                            | Nunzio apostolico                   | vacante                                           |          |        |                                                                                     | 20 maggio 2025    |
| Ungheria                                                          | Nunzio apostolico                   | Michael Wallace Banach                            |          |        | Memfi                                                                               | 3 maggio 2022     |
| Uruguay                                                           | Nunzio apostolico                   | Gianfranco Gallone                                |          |        | Mottola                                                                             | 3 gennaio 2023    |
| Uzbekistan                                                        | Nunzio apostolico                   | Giovanni d'Aniello                                |          |        | Paestum                                                                             | 14 gennaio 2021   |
| Vanuatu                                                           | Nunzio apostolico                   | Gábor Pintér                                      |          |        | Velebusdo                                                                           | 14 gennaio 2025   |
| Venezuela                                                         | Nunzio apostolico                   | Alberto Ortega Martín                             |          |        | Midila                                                                              | 14 maggio 2024    |
| Vietnam                                                           | Rappresentante pontificio residente | Marek Zalewski                                    |          |        | Africa                                                                              | 21 maggio 2018    |
| Yemen                                                             | Nunzio apostolico                   | Christophe Zakhia El-Kassis                       |          |        | Roselle                                                                             | 22 luglio 2024    |
| Zambia                                                            | Nunzio apostolico                   | Gian Luca Perici                                  |          |        | Bolsena                                                                             | 5 giugno 2023     |
| Zimbabwe                                                          | Nunzio apostolico                   | Janusz Urbańczyk                                  |          |        | Voli                                                                                | 25 gennaio 2024   |

## Nunzi e delegati apostolici emeriti
| Stato                                                             | Tipo di rappresentante | Rappresentante                                          | Ritratto | Stemma | Titolo                                                 | Data del ritiro   |
| ----------------------------------------------------------------- | ---------------------- | ------------------------------------------------------- | -------- | ------ | ------------------------------------------------------ | ----------------- |
| Albania                                                           | Nunzio apostolico      | Luigi Bonazzi                                           |          |        | Atella                                                 | 21 gennaio 2025   |
| Algeria                                                           | Nunzio apostolico      | Thomas Yeh Sheng-nan                                    |          |        | Leptis Magna                                           | 2015              |
| Andorra                                                           | Nunzio apostolico      | Renzo Fratini                                           |          |        | Botriana                                               | 4 luglio 2019     |
| Bangladesh                                                        | Nunzio apostolico      | George Kocherry                                         |          |        | Othona                                                 | 24 agosto 2022    |
| Belgio                                                            | Nunzio apostolico      | Giacinto Berloco                                        |          |        | Fidene                                                 | settembre 2016    |
| Belgio                                                            | Nunzio apostolico      | Augustine Kasujja                                       |          |        | Cesarea di Numidia                                     | 31 agosto 2021    |
| Bielorussia                                                       | Nunzio apostolico      | Martin Vidović                                          |          |        | Nona                                                   | 15 luglio 2011    |
| Bosnia ed Erzegovina                                              | Nunzio apostolico      | Luigi Pezzuto                                           |          |        | Torre di Proconsolare                                  | 31 agosto 2021    |
| Botswana                                                          | Nunzio apostolico      | Blasco Francisco Collaço                                |          |        | Ottava                                                 | agosto 2006       |
| Nicaragua                                                         | Nunzio apostolico      | Waldemar Stanisław Sommertag                            |          |        | Maastricht                                             | marzo 2022        |
| Bulgaria                                                          | Nunzio apostolico      | Anselmo Guido Pecorari                                  |          |        | Populonia                                              | 31 dicembre 2021  |
| Burkina Faso                                                      | Nunzio apostolico      | Giancarlo Dellagiovanna                                 |          |        | Sistroniana                                            | 15 agosto 2025    |
| Cipro                                                             | Nunzio apostolico      | Antonio Franco                                          |          |        | Gallese                                                | 18 agosto 2012    |
| Cipro                                                             | Nunzio apostolico      | Giuseppe Lazzarotto                                     |          |        | Numana                                                 | 28 agosto 2017    |
| Corea del Sud                                                     | Nunzio apostolico      | Osvaldo Padilla                                         |          |        | Pia                                                    | 15 settembre 2017 |
| Costa Rica                                                        | Nunzio apostolico      | Bruno Musarò                                            |          |        | Abari                                                  | 11 luglio 2023    |
| Croazia                                                           | Nunzio apostolico      | Giuseppe Pinto                                          |          |        | Anglona                                                | 16 aprile 2019    |
| Danimarca                                                         | Nunzio apostolico      | Henryk Józef Nowacki                                    |          |        | Blera                                                  | 2017              |
| Danimarca                                                         | Nunzio apostolico      | James Patrick Green                                     |          |        | Altino                                                 | 30 aprile 2022    |
| Egitto                                                            | Nunzio apostolico      | Michael Louis Fitzgerald, M.Afr.                        |          |        | Cardinale diacono di Santa Maria in Portico Campitelli | 23 ottobre 2012   |
| Egitto                                                            | Nunzio apostolico      | Jean-Paul Aimé Gobel                                    |          |        | Galazia in Campania                                    | 3 gennaio 2015    |
| Finlandia                                                         | Nunzio apostolico      | Henryk Józef Nowacki                                    |          |        | Blera                                                  | 2017              |
| Finlandia                                                         | Nunzio apostolico      | James Patrick Green                                     |          |        | Altino                                                 | 30 aprile 2022    |
| Francia                                                           | Nunzio apostolico      | Luigi Ventura                                           |          |        | Equilio                                                | 17 dicembre 2019  |
| Germania                                                          | Nunzio apostolico      | Jean-Claude Périsset                                    |          |        | Giustiniana Prima                                      | 21 settembre 2013 |
| Giappone                                                          | Nunzio apostolico      | Leo Boccardi                                            |          |        | Bitetto                                                | 1º settembre 2023 |
| Gran Bretagna                                                     | Nunzio apostolico      | Edward Joseph Adams                                     |          |        | Scala                                                  | 31 gennaio 2020   |
| Grecia                                                            | Nunzio apostolico      | Luigi Gatti                                             |          |        | Santa Giusta                                           | 22 febbraio 2011  |
| Guinea                                                            | Nunzio apostolico      | Tymon Tytus Chmielecki                                  |          |        | Tre Taverne                                            | settembre 2016    |
| Islanda                                                           | Nunzio apostolico      | Henryk Józef Nowacki                                    |          |        | Blera                                                  | 2017              |
| Islanda                                                           | Nunzio apostolico      | James Patrick Green                                     |          |        | Altino                                                 | 30 aprile 2022    |
| Israele                                                           | Nunzio apostolico      | Antonio Franco                                          |          |        | Gallese                                                | 18 agosto 2012    |
| Israele                                                           | Nunzio apostolico      | Giuseppe Lazzarotto                                     |          |        | Numana                                                 | 28 agosto 2017    |
| Italia                                                            | Nunzio apostolico      | Adriano Bernardini                                      |          |        | Faleri                                                 | 12 settembre 2017 |
| Italia                                                            | Nunzio apostolico      | Emil Paul Tscherrig                                     |          |        | Cardinale diacono di San Giuseppe in Via Trionfale     | 11 marzo 2024     |
| Kiribati                                                          | Nunzio apostolico      | Novatus Rugambwa                                        |          |        | Tagaria                                                | 27 luglio 2024    |
| Lesotho                                                           | Nunzio apostolico      | Blasco Francisco Collaço                                |          |        | Ottava                                                 | agosto 2006       |
| Libia                                                             | Nunzio apostolico      | Alessandro D'Errico                                     |          |        | Carini                                                 | 30 aprile 2022    |
| Liechtenstein                                                     | Nunzio apostolico      | Francesco Canalini                                      |          |        | Valeria                                                | aprile 2011       |
| Liechtenstein                                                     | Nunzio apostolico      | Diego Causero                                           |          |        | Grado                                                  | 5 settembre 2015  |
| Liechtenstein                                                     | Nunzio apostolico      | Thomas Edward Gullickson                                |          |        | Bomarzo                                                | 31 dicembre 2020  |
| Lussemburgo                                                       | Nunzio apostolico      | Giacinto Berloco                                        |          |        | Fidene                                                 | settembre 2016    |
| Lussemburgo                                                       | Nunzio apostolico      | Augustine Kasujja                                       |          |        | Cesarea di Numidia                                     | 31 agosto 2021    |
| Macedonia del Nord                                                | Nunzio apostolico      | Anselmo Guido Pecorari                                  |          |        | Populonia                                              | 31 dicembre 2021  |
| Mali                                                              | Nunzio apostolico      | Tymon Tytus Chmielecki                                  |          |        | Tre Taverne                                            | settembre 2016    |
| Malta                                                             | Nunzio apostolico      | Alessandro D'Errico                                     |          |        | Carini                                                 | 30 aprile 2022    |
| Marocco                                                           | Nunzio apostolico      | Antonio Sozzo                                           |          |        | Concordia                                              | 16 settembre 2015 |
| Marocco                                                           | Nunzio apostolico      | Vito Rallo                                              |          |        | Alba                                                   | 30 giugno 2023    |
| Isole Marshall                                                    | Nunzio apostolico      | Novatus Rugambwa                                        |          |        | Tagaria                                                | 27 luglio 2024    |
| Micronesia                                                        | Nunzio apostolico      | Novatus Rugambwa                                        |          |        | Tagaria                                                | 27 luglio 2024    |
| Moldavia                                                          | Nunzio apostolico      | Francisco-Javier Lozano                                 |          |        | Penafiel                                               | 20 luglio 2015    |
| Monaco                                                            | Nunzio apostolico      | Luigi Travaglino                                        |          |        | Lettere                                                | 16 gennaio 2016   |
| Monaco                                                            | Nunzio apostolico      | Antonio Arcari                                          |          |        | Ceciri                                                 | 16 maggio 2023    |
| Mongolia                                                          | Nunzio apostolico      | Osvaldo Padilla                                         |          |        | Pia                                                    | 15 settembre 2017 |
| Montenegro                                                        | Nunzio apostolico      | Luigi Pezzuto                                           |          |        | Torre di Proconsolare                                  | 31 agosto 2021    |
| Namibia                                                           | Nunzio apostolico      | Blasco Francisco Collaço                                |          |        | Ottava                                                 | agosto 2006       |
| Nauru                                                             | Nunzio apostolico      | Novatus Rugambwa                                        |          |        | Tagaria                                                | 27 luglio 2024    |
| Norvegia                                                          | Nunzio apostolico      | Henryk Józef Nowacki                                    |          |        | Blera                                                  | 2017              |
| Norvegia                                                          | Nunzio apostolico      | James Patrick Green                                     |          |        | Altino                                                 | 30 aprile 2022    |
| Paesi Bassi                                                       | Nunzio apostolico      | Angelo Acerbi                                           |          |        | Zella                                                  | 27 febbraio 2001  |
| Paesi Bassi                                                       | Nunzio apostolico      | André Pierre Louis Dupuy                                |          |        | Selsey                                                 | marzo 2015        |
| Paesi Bassi                                                       | Nunzio apostolico      | Paul Tschang In-Nam                                     |          |        | Amanzia                                                | 13 febbraio 2025  |
| Palau                                                             | Nunzio apostolico      | Novatus Rugambwa                                        |          |        | Tagaria                                                | 27 luglio 2024    |
| Palestina e Gerusalemme                                           | Delegato apostolico    | Antonio Franco                                          |          |        | Gallese                                                | 18 agosto 2012    |
| Palestina e Gerusalemme                                           | Delegato apostolico    | Giuseppe Lazzarotto                                     |          |        | Numana                                                 | 28 agosto 2017    |
| Papua Nuova Guinea                                                | Nunzio apostolico      | Mauro Lalli                                             |          |        | Pausula                                                | 15 gennaio 2025   |
| Paraguay                                                          | Nunzio apostolico      | Eliseo Antonio Ariotti                                  |          |        | Vibiana                                                | 29 dicembre 2023  |
| Pontificia accademia ecclesiastica                                | Nunzio apostolico      | Joseph Salvador Marino (presidente)                     |          |        | Natchitoches                                           | 23 gennaio 2023   |
| Portogallo                                                        | Nunzio apostolico      | Edoardo Rovida                                          |          |        | Taormina                                               | 12 ottobre 2002   |
| Portogallo                                                        | Nunzio apostolico      | Alfio Rapisarda                                         |          |        | Canne                                                  | 8 novembre 2008   |
| Portogallo                                                        | Nunzio apostolico      | Rino Passigato                                          |          |        | Nova di Cesare                                         | 4 luglio 2019     |
| Portogallo                                                        | Nunzio apostolico      | Ivo Scapolo                                             |          |        | Tagaste                                                | 23 maggio 2025    |
| Rep. Ceca                                                         | Nunzio apostolico      | Giuseppe Leanza                                         |          |        | Lilibeo                                                | 2018              |
| Rep. Dominicana                                                   | Nunzio apostolico      | Ghaleb Moussa Abdalla Bader                             |          |        | Matara di Numidia                                      | 15 febbraio 2023  |
| Romania                                                           | Nunzio apostolico      | Francisco-Javier Lozano                                 |          |        | Penafiel                                               | 20 luglio 2015    |
| Isole Salomone                                                    | Nunzio apostolico      | Mauro Lalli                                             |          |        | Pausula                                                | 15 gennaio 2025   |
| Samoa                                                             | Nunzio apostolico      | Novatus Rugambwa                                        |          |        | Tagaria                                                | 27 luglio 2024    |
| San Marino                                                        | Nunzio apostolico      | Adriano Bernardini                                      |          |        | Faleri                                                 | 12 settembre 2017 |
| San Marino                                                        | Nunzio apostolico      | Emil Paul Tscherrig                                     |          |        | Cardinale diacono di San Giuseppe in Via Trionfale     | 11 marzo 2024     |
| Serbia                                                            | Nunzio apostolico      | Eugenio Sbarbaro                                        |          |        | Tiddi                                                  | 8 agosto 2009     |
| Serbia                                                            | Nunzio apostolico      | Orlando Antonini                                        |          |        | Formia                                                 | 30 settembre 2015 |
| Slovacchia                                                        | Nunzio apostolico      | Mario Giordana                                          |          |        | Minori                                                 | 1º aprile 2017    |
| Slovacchia                                                        | Nunzio apostolico      | Giacomo Guido Ottonello                                 |          |        | Sasabe                                                 | 31 ottobre 2021   |
| Slovenia                                                          | Nunzio apostolico      | Juliusz Janusz                                          |          |        | Caorle                                                 | 21 settembre 2018 |
| Spagna                                                            | Nunzio apostolico      | Renzo Fratini                                           |          |        | Botriana                                               | 4 luglio 2019     |
| Sri Lanka                                                         | Nunzio apostolico      | Pierre Nguyên Van Tot                                   |          |        | Rusticiana                                             | 2 gennaio 2020    |
| Stati Uniti                                                       | Nunzio apostolico      | Carlo Maria Viganò                                      |          |        | Ulpiana                                                | 12 aprile 2016    |
| Sudafrica                                                         | Nunzio apostolico      | Blasco Francisco Collaço                                |          |        | Ottava                                                 | agosto 2006       |
| Svezia                                                            | Nunzio apostolico      | Henryk Józef Nowacki                                    |          |        | Blera                                                  | 2017              |
| Svezia                                                            | Nunzio apostolico      | James Patrick Green                                     |          |        | Altino                                                 | 30 aprile 2022    |
| Svizzera                                                          | Nunzio apostolico      | Francesco Canalini                                      |          |        | Valeria                                                | aprile 2011       |
| Svizzera                                                          | Nunzio apostolico      | Diego Causero                                           |          |        | Grado                                                  | 5 settembre 2015  |
| Svizzera                                                          | Nunzio apostolico      | Thomas Edward Gullickson                                |          |        | Bomarzo                                                | 31 dicembre 2020  |
| eSwatini                                                          | Nunzio apostolico      | Blasco Francisco Collaço                                |          |        | Ottava                                                 | agosto 2006       |
| Tunisia                                                           | Nunzio apostolico      | Thomas Yeh Sheng-nan                                    |          |        | Leptis Magna                                           | 2015              |
| Turchia                                                           | Nunzio apostolico      | Antonio Lucibello                                       |          |        | Thurio                                                 | 2015              |
| Turkmenistan                                                      | Nunzio apostolico      | Antonio Lucibello                                       |          |        | Thurio                                                 | 2015              |
| Ufficio delle Nazioni Unite e Istituzioni specializzate a Ginevra | Nunzio apostolico      | Silvano Maria Tomasi, C.S. (già osservatore permanente) |          |        | Cardinale diacono di San Nicola in Carcere             | 13 febbraio 2016  |
| Ungheria                                                          | Nunzio apostolico      | Michael August Blume, S.V.D.                            |          |        | Alessano                                               | 31 dicembre 2021  |
| Uruguay                                                           | Nunzio apostolico      | George Panikulam                                        |          |        | Arpaia                                                 | 2017              |

## Quadro sinottico

### Rappresentanze vacanti
| Nunziature apostoliche  | Data             |
| ----------------------- | ---------------- |
| Cina                    | 31 gennaio 1973  |
| Birmania                | 16 luglio 2022   |
| Nicaragua               | 6 settembre 2022 |
| Isole Salomone          | 17 novembre 2023 |
| Sudan e Eritrea         | 23 gennaio 2024  |
| Haiti                   | 25 gennaio 2024  |
| Iraq                    | 16 aprile 2024   |
| Gibuti                  | 20 maggio 2024   |
| Niger                   | 16 luglio 2024   |
| Albania                 | 21 gennaio 2025  |
| Algeria e Tunisia       | 15 marzo 2025    |
| Spagna e Andorra        | 22 marzo 2025    |
| Sri Lanka               | 12 aprile 2025   |
| Uganda                  | 20 maggio 2025   |
| Portogallo              | 23 maggio 2025   |
| Delegazioni apostoliche | Data             |
| Somalia                 | 20 maggio 2024   |

### Rappresentanti per nazionalità
| Nazionalità          | Rappresentanti |
| -------------------- | -------------- |
| Italia               | 35             |
| Polonia              | 11             |
| Spagna               | 6              |
| Stati Uniti          | 5              |
| Filippine            | 3              |
| Irlanda              | 4              |
| Francia              | 3              |
| Malta                | 3              |
| India                | 3              |
| Argentina            | 2              |
| Benin                | 2              |
| Croazia              | 2              |
| Germania             | 2              |
| Messico              | 2              |
| Slovenia             | 2              |
| Angola               | 1              |
| Bosnia ed Erzegovina | 1              |
| Burkina Faso         | 1              |
| Camerun              | 1              |
| Cina                 | 1              |
| Colombia             | 1              |
| Costa d'Avorio       | 1              |
| Costa Rica           | 1              |
| Ecuador              | 1              |
| Gibilterra           | 1              |
| Libano               | 1              |
| Lituania             | 1              |
| Nigeria              | 1              |
| Paesi Bassi          | 1              |
| Portogallo           | 1              |
| Svizzera             | 1              |
| Tanzania             | 1              |
| Turchia              | 1              |
| Ungheria             | 1              |
| Venezuela            | 1              |
| Totale               | 102            |